# Ассоциация банков и банкиров Люксембурга
Ассоциация банков и банкиров Люксембурга (люкс. Association des banques et banquiers Luxembourg, ABBL) — профессиональная некоммерческая организация, объединяющая банки, расположенные на территории Люксембурга. Ассоциация основана 5 июня 1939 года. На конец 2010 года в состав Ассоциации входило 134 банка. Целью Ассоциации является защита профессиональных интересов членов, а также изучение проблем финансового сектора экономики Люксембурга.
Ассоциацией руководит совет директоров, состоящий из 25 членов и избираемый из состава членов Ассоциации. В рамках Ассоциации действуют исполнительный комитет и десять технических комитетов:
- Счётный комитет (англ. Accounting Committee)
- Комитет по банковскому надзору (англ. Banking Supervision Committee)
- Комитет по финансовым рынкам (англ. Financial Markets Committee)
- Налоговый комитет (англ. Fiscal Affairs Committee)
- Правовой комитет (англ. Legal Affairs Committee)
- Комитет по платёжным системам, информационно-коммуникационным технологиям и стандартизации (англ. Payments, ICT & Standardisation Committee)
- Комитет по профессиональным обязательствам (англ. Professional Obligations Committee)
- Комитет безопасности (англ. Physical Security Committee)
- Комитет по производственным и социальным вопросам (англ. Industrial Relations and Social Affairs Committee)
- Комитет по ценным бумагам (англ. Securities Committee)